# 산와정 (지바현)
산와정(三和町)은 지바현 이치하라군에 일찍이 존재했던 정이다. 현재의 이치하라시 북부에 해당한다.

## 역사
- 1955년 3월 31일 - 요로촌, 시사이촌이 합병해 산와정이 성립하였다.
- 1956년 3월 25일 - 우나카미촌을 편입하였다.
- 1963년 5월 1일 - 고이정, 이치하라정, 아네사키정, 시즈정과 합병해 이치하라시가 되어 소멸하였다.

## 교통

### 철도
- 고미나토 철도
  - 고미나토 철도선

## 관련링크
- 千葉県市原郡三和町 (12B0090008) - 歴史的行政区域データセットβ版